# Parque Windsor
El Parque Windsor (en inglés: Windsor Park) es un estadio de usos múltiples en Roseau, Dominica. Sirve como el estadio nacional, y se utiliza sobre todo para los partidos de críquet. Otros usos han incluido el Festival Mundial de Música Criolla, la final del Concurso de Calipso y el concurso de Miss Dominica.
El estadio tiene el estándar del Consejo Internacional de Críquet (ICC) con instalaciones que ofrecen 12.000 asientos, palcos privados, un centro para medios de comunicación, redes de práctica, tableros de puntuación, un complejo de jugadores, y espacios para críquet.